# Ripton (Vermont)
Ripton es un pueblo ubicado en el condado de Addison en el estado estadounidense de Vermont. En el año 2020 tenía una población de 739 habitantes y una densidad poblacional de 6,14 personas por km².

## Geografía
Ripton se encuentra ubicado en las coordenadas 43°58′54″N 73°0′56″O / 43.98167, -73.01556.

## Demografía
Según la Oficina del Censo en 2000 los ingresos medios por hogar en la localidad eran de $39,583 y los ingresos medios por familia eran $47,813. Los hombres tenían unos ingresos medios de $36,250 frente a los $30,893 para las mujeres. La renta per cápita para la localidad era de $19,597. Alrededor del 15.6% de la población estaban por debajo del umbral de pobreza.